# Stary stadion Szombierek Bytom
Stary stadion Szombierek Bytom – nieistniejący już stadion piłkarski w Bytomiu, w Polsce. Obiekt mógł pomieścić 5000 widzów. Swoje spotkania rozgrywali na nim piłkarze klubu Szombierki Bytom.
Stadion przy ulicy Zabrzańskiej 3 (popularnie zwany „hasiokiem”) powstał w latach 40. XX wieku, niedługo po II wojnie światowej. Przed powstaniem boiska mieścił się tam plac drzewny. Stadion znajdował się przy KWK Szombierki, której szyby wpisane były w krajobraz areny. Z kopalni na boisko prowadziła kładka biegnąca nad torami bocznicy zakładowej. Obiekt służył piłkarzom klubu Szombierki Bytom, którzy grając na nim w latach 1949–1950 oraz od 1963 roku występowali w I lidze (w sezonie 1964/1965 zdobywając wicemistrzostwo kraju). W 1968 roku otwarto nowy stadion Szombierek, na który przenieśli się piłkarze tego klubu, choć zespół od czasu do czasu występował jeszcze na swoim dawnym boisku. Ostatni mecz w I lidze rozegrano na nim 10 czerwca 1984 roku, kiedy to Szombierki przegrały z Widzewem Łódź 2:4. Na początku lat 90. XX wieku kopalnia sprzedała obiekt; boisko następnie zalano asfaltem i utworzono na jego terenie giełdę samochodową. Z byłego stadionu zachowały się jeszcze betonowe stopnie dawnej trybuny za bramką od strony ulicy Zabrzańskiej.